# Universidad Franco-Alemana
La Universidad Franco-Alemana ( en francés: Université franco-allemande; en alemán: Deutsch-Französische Hochschule; en inglés: Franco-German University, FGU ) es una organización internacional de educación superior concertada entre Alemania y Francia cuyo objetivo es facilitar la cooperación internacional en materia de educación.  La FGU no es una universidad en sí misma, sino que permite a los estudiantes estudiar en varias universidades de ambos países en un programa de estudios franco-alemán, lo que conduce a una doble titulación . 

## Historia
En un primer intento de cooperación en materia de educación superior, se creó el llamado Franco-German College for Higher Education ( Deutsch-Französisches Hochschulkolleg; Collège franco-allemand) en 1988. Esa organización, con centros en ambos países, tenía objetivos similares y trabajaba para promover la cooperación académica internacional y los intercambios de estudiantes .  
En la Cumbre franco-alemana de septiembre de 1997 en Weimar, los gobiernos de Francia y Alemania concluyeron el Acuerdo de Weimar,  decidiendo establecer una Universidad Franco-Alemana con la intención de cooperar internacionalmente. El acuerdo entró en vigor dos años más tarde, cuando se fundó formalmente la Universidad Franco-Alemana. 
La organización está dirigida administrativamente por un presidente y un vicepresidente, de los cuales uno es siempre francés y el otro alemán, y cuenta con una secretaría en Saarbrücken . El órgano rector principal es el Consejo Universitario, compuesto por 22 políticos, científicos, representantes de la industria y otros expertos de ambos países. Todas las instituciones miembros de pleno derecho de la FGU están representadas en un Consejo ( llamado formalmente Assembly of Member Universities ), que se reúne anualmente.  La financiación de la FGU proviene de los gobiernos francés y alemán a partes iguales. 

## Actividades
La universidad ofrece titulaciones dobles en universidades francesas y alemanas, doctorados internacionales y proyectos de investigación cooperativa, apoyando la movilidad y la comunicación entre los países.  En 2023, la Universidad Franco-Alemana acogió a más de 6.100 estudiantes en 196 carreras. La mayoría de los estudiantes provienen de Francia o Alemania, pero también participan algunos estudiantes extranjeros.  De las 208 universidades y colegios miembros o asociados de la FGU (incluidas grandes écoles y Fachhochschulen, además de universidades tradicionales), 34 instituciones asociadas están ubicadas en terceros países, predominantemente en Europa, pero también en Canadá, Japón y Marruecos. La universidad colabora además con el Instituto Franco-Alemán. 